# 김해봉황초등학교
김해봉황초등학교는 대한민국 경상남도 김해시에 위치한 공립 초등학교이다. 1970년 4월 1일에 개교하였으며, 2006년 3월 2일에 현재의 위치로 이전하였다. 경남지역에서 유일하게 대취타대가 있는 학교로, 2011년 10월 개최된 김해시 음악 경연대회에서 금상을 수상하였고, 2012년 4월 가야문화축제 개막식 축하공연에 참가한 바 있다.

## 학교 상징
위 학교의 대표적인 자랑거리는 경남유일의대취타대로, 50여 명의 아이들이 운라, 나발,나각, 태평소,소금, 장구, 꽹과리, 농고, 용고, 징, 자바라 등의 악기로 연주한다. 매년 상반기에 개최되는 가야문화축제에서 축하공연으로 개막식 행진에 앞장서고 있다.

## 학교 연혁
- 1970년 4월 1일 김해봉황국민학교 개교(설립인가 3월 1일)(봉황동 129)
- 1996년 3월 1일 김해봉황초등학교로 개칭
- 1997년 3월 1일 이화분교장 편입
- 1998년 3월 1일 이화분교장 폐교
- 2006년 3월 2일 현 위치로 이전(전하동 518)
- 2018.02.13 제48회 졸업(총 8,147명)
- 2018.03.01 초등 31(1)학급, 유치원 1학급 편성
- 2019.02.13 제49회 졸업(총8,243명)
- 2019.03.01 초등 34(2)학급, 유치원 1학급편성
- 2020.02.12 제50회 졸업(총8,350명)
- 2020.03.01 초등35(3)학급, 유치원1학급 편성
- 2021.02.10 제51회 졸업 118명 ( 총 8,468명 )
- 2021.03.01 초등 35(3)학급, 유치원 1학급 편성
- 2022.02.10 제52회 졸업 95명(총 8,563명)
- 2022.03.01 초등 36(3)학급, 유치원 1학급 편성
- 2023.02.10 제53회 졸업 95명(총 8,658명)
- 2023.03.01 초등 33(3)학급, 유치원 1학급 편성
- 2023.03.01 제24대 한영구 교장 부임
- 2024.02.08 제54회 졸업 117명(총8,776명)
- 2024.03.01 초등 32(3)학급, 유치원 1학급 편성
- 2024.03.01 자율학교 재지정(3년)

## 참고 자료
- 김해봉황초등학교 - 한국교육학술정보원 학교알리미